# The Stanley Parable
The Stanley Parable är en äventyrsspelmodd byggd på spelmotorn Source, utvecklad av Davey Wreden och utgiven i juli 2011. En fristående version av spelet, med HD-grafik och nya berättelseelement, utvecklades av Wreden och Source-moddaren William Pugh under utvecklingsgruppnamnet Galactic Cafe. Den fristående versionen presenterades och godkändes via Steam Greenlight under 2012, och gavs ut oktober 2013 till Microsoft Windows samt december 2013 till OS X.

## Gameplay
Medan både modden och den fristående versionen använder förstapersonsperspektiv, vilket är vanligt i Source-moddar, finns det inga strider eller andra actionbaserade sekvenser i spelet. Istället styr spelaren huvudkaraktären Stanley genom en surrealistisk miljö, där varje plats man passerar i spelet skildras av den brittiske skådespelaren Kevan Brighting. Spelaren har möjligheten att göra ett stort antal val kring vilka vägar man ska gå, bland annat kan man gå emot vad berättarrösten säger att man ska göra. Varje val leder till olika berättelser och slut.
Spelet har klassificerats inom den ibland nedsättande genren promenadsimulator.

## Om spelet

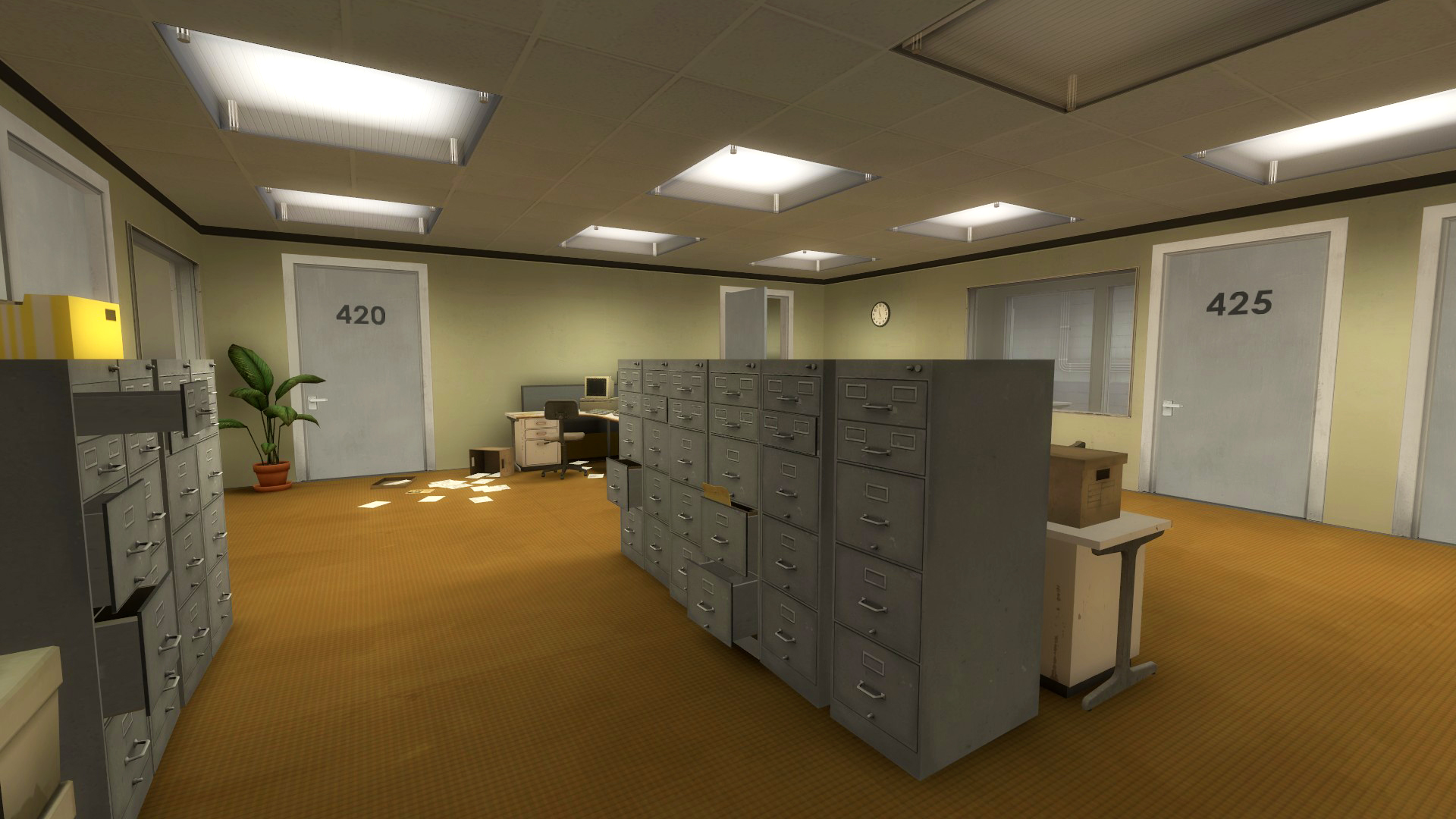
Spelet tar sin början i en kontorsmiljö, men tar många olika vändningar beroende på spelarens val.

Wreden föreställde sig spelet utifrån tanken att de flesta stora speltitlar begränsar användaren med dess egna regler. Spelet skildrar hur man konstruerar en berättelse för att utmana det begreppet. 
Bortsett från Brightings röstarbete byggdes modden av Wreden själv, till en början som ett personligt projekt för sina karriärmål, men kom snart att expandera till ett stort projekt när han hade visat spelet för sina vänner och andra spelare.

## Mottagande
Modden fick ett positivt mottagande och betraktades som en ny variant av textäventyrsspel. Den gav en tankeväckande berättelse och en diskussion angående val och predestination inom datorspel.
Den fristående versionen återskapade många av de beslut som fanns i den ursprungliga modden rörande nya miljöer och lade samtidigt till fler berättelsevägar. Det fristående spelet fick liknande gott mottagande från speljournalister, som berömde den utökade berättelsen när det kom till spelares val och beslutsfattande inom moderna datorspel.